# Asparagus burjaticus
Asparagus burjaticus är en sparrisväxtart som beskrevs av Galina A. Peschkova. Asparagus burjaticus ingår i släktet sparrisar, och familjen sparrisväxter. Inga underarter finns listade i Catalogue of Life.